# Osmometria
Osmometria ou Osmoscopia 
6.1 - Introdução 
A osmometria estuda a pressão osmótica de soluções. Osmose é a denominação dada ao fenômeno da difusão do solvente através de membranas. 
Inicialmente, vamos separar um copo de Becker em dois compartimentos com uma membrana semipermeável. Coloca-se, em seguida, água num compartimento e solução saturada de açúcar no outro, de maneira que o nível dos líquidos seja o mesmo. Após alguns minutos, podemos observar que o nível no compartimento com a solução saturada e açúcar é mais alto, enquanto o compartimento com água está mais baixo que o início. 
Nessa experiência, vê-se que a água passou, através da membrana, para o compartimento de açúcar. Esta passagem de água através da membrana semipermeável é denominada de osmose. 
Se a experiência for realizada utilizando-se duas soluções de açúcar de diferentes concentrações, pode-se verificar que ocorre a difusão do solvente da solução mais diluída para a mais concentrada. 
Osmose é a passagem de um solvente para uma solução mais concentrada deste mesmo solvente através de uma membrana semipermeável. 
A osmose sempre ocorre através de uma membrana semipermeável do solvente em direção ao soluto ou da solução mais diluída para a solução mais concentrada. 
6.2 - Classificação de membranas 
a) Quanto à permeabilidade 
- Membranas permeáveis: são membranas que deixam difundir o solvente e o soluto; 
- Membranas semipermeáveis: são membranas que deixam difundir apenas o solvente, impedindo a difusão do soluto; 
- Membranas impermeáveis: são membranas que não deixam difundir nem o solvente e nem o soluto. 
b) Quanto à origem 
- Membranas naturais: são membranas de origem animal ou vegetal, como o pergaminho, o papel de celofane e a bexiga de porco. As membranas naturais não são empregadas no estudo dos fenômenos osmóticos quando se exige precisão nos resultados, uma vez que não são perfeitamente semipermeáveis e deixam difundir também pequenas quantidades de soluto;
- Membranas artificiais: são membranas de origem industrial e são mais usadas devido a sua semipermeabilidade ser mais perfeita. A membrana de Traube-Pfefffer é uma das mais importantes e consiste de um cilindro de porcelana porosa impregnado de ferrocianeto de cobre II.
6.3 - Expressão matemática
pV = nRT, onde
P = pressão
V = volume
n = número de mols do gás
R = constante dos gases perfeitos
T = temperatura